# 보로디노 전투
보로디노 전투(러시아어: Бородинская битва, Borodinskaya bitva; 프랑스어: Bataille de la Moskowa는 1812년 9월 7일 러시아 원정 중 하루 동안의 전투에서 가장 거대하고, 많은 피를 흘렸던 전투이다. 양쪽 합쳐 250,000-350,000명의 군대가 뒤엉켜 싸운 끝에 최소한 70,000명의 사상자가 생겼다. 황제 나폴레옹 1세의 지휘하의 프랑스 대육군은 미하일 쿠투조프 장군의 러시아 제국군을 모쟈이스크 서쪽 보로디노(Borodino) 마을 근처에서 공격해 전장의 주요 위치를 마침내 점령했지만 그러나 러시아 군을 격파하는데 실패했다. 대략 나폴레옹의 병사 ⅓ 이 죽거나 다쳤고, 러시아의 피해는 이것보다 더 무거웠지만 러시아의 거대한 인구는 이를 원래의 위치로 되돌려 놓았다. 1주일 뒤, 나폴레옹이 모스크바에 입성하게 되었다.

## 전투 과정
나폴레옹이 60만 대군을 이끌고 러시아 원정을 감행하자 러시아군 사령관 미하일 쿠투조프는 급히 요새를 구축하고 대포 600문과 병력 12만 명을 이끌고 병력 13-20만 명과 대포 500문을 갖춘 프랑스군과 모스크바에서 서쪽으로 130km 떨어진 모스크바강 근처 보로디노에서 전투를 벌였다. 쿠투조프 장군은 프랑스군을 과감한 정면 공격으로 무찌르기로 결정하고 새벽 6시부터 정오까지 5km에 달하는 전선을 걸쳐 격렬한 총격전을 벌이고 정오에 프랑스군 포병대가 전투를 유리하게 만들었으나 러시아군의 저항을 억누르기에는 부족하였다. 나폴레옹은 전투 현장에서 멀리 떨어져 전투 상황을 알지 못해 2만 명의 근위병과 1만 명의 신참군대 파병을 거부했다. 쿠투조프는 가능한 모든 병력을 투입했고 나폴레옹은 승리의 기회를 잃었다. 오후가 지나자 양측 군대는 기진맥진해져 포격전이 되어 해질녘까지 포격전이 계속되었고 쿠투조프는 밤중에 후퇴했다. 7일 후에 나폴레옹은 모스크바에 무혈 입성을 하였다. 하지만 이 전투는 나폴레옹을 무력화시키게 만들었고 나폴레옹도 이 전투가 가장 무서운 전투였다고 한다.